# شرق نامه (مجلة)
مجلة شرق نامه، مجلة مصرية متخصصة في شئون إيران وتركيا وآسيا الوسطى، تأسست في شتاء عام 2000 م. رئيس تحريرها مصطفى اللباد. تصدر عن دار المستقبل العربي.